# Siège de Lisbonne (844)
Pour les articles homonymes, voir Siège de Lisbonne.
Invasions vikings
Le siège de Lisbonne par les Vikings s'est déroulé en août/septembre 844. 

## Historique
En 844, les Vikings débarquent à l'embouchure du Tage, dévastent la côte, et campent devant Lisbonne, alors sous domination musulmane. Pendant treize jours, ils pillent les environs mais, à l'approche d'une armée musulmane, ils lèvent le siège et se dirigent vers Cadix.
Al-Nowaïri écrit que « dans l'année 230 (18 septembre 844 - 6 septembre 845) les Madjous [les païens] […] firent une invasion dans le pays des musulmans. Ils se montrèrent d'abord à Lisbonne, en Dhou-'l-hiddja de l'année 229 (20 août - 17 septembre 844), et ils y restèrent treize jours pendant lesquels les musulmans leur livrèrent plusieurs combats. Ensuite ils allèrent à Cadix et de là vers Sidona… ».
Selon Ibn al-Athîr, les Vikings réussissent à s'emparer de Lisbonne qu'ils pillent pendant treize jours[réf. nécessaire].
En 966, vingt-huit navires vikings attaqueront une nouvelle fois Lisbonne, sans succès.

## Sources primaires
- Al-Nowaïri, « Récit de l'invasion des polythéistes dans l'Espagne musulmane ».
- Ibn al-Athîr, Al-Kāmil fī al-tārīkh.